# Bardou, Dordogne
Bardou är en kommun i departementet Dordogne i regionen Nouvelle-Aquitaine i sydvästra Frankrike. Kommunen ligger i kantonen Issigeac som tillhör arrondissementet Bergerac. År 2022 hade Bardou 43 invånare.

## Befolkningsutveckling
Antalet invånare i kommunen Bardou
Referens:INSEE